# Alocandrena
Alocandrena is een geslacht van vliesvleugelige insecten uit de familie Andrenidae

## Soorten
- A. porteri Michener, 1986